# Eugeniusz Pacia
Eugeniusz Pacia (ur. 3 lutego 1928 w Gołaczewach, zm. 7 listopada 2023 w Puszczykowie) – polski działacz partyjny i państwowy oraz ruchu ludowego, poseł na Sejm PRL VI kadencji (1972–1976), wojewoda leszczyński (1975–1978), wiceminister przemysłu spożywczego i skupu (1978–1981).

## Życiorys
Syn Jana i Zofii. Szkołę podstawową ukończył w 1942. Od 1943 do 1945 pracował w Fabryce Wyrobów Metalowych w Wolbromiu. Po wojnie (w czasie której walczył w Batalionach Chłopskich), w latach 1945–1947, pracował jako ekspedient, potem jako księgowy w Spółdzielni Rolniczo-Handlowej „Rolnik” w Wolbromiu. Z wykształcenia został magistrem inżynierem leśnictwa (absolwent Wyższej Szkoły Rolniczej w Poznaniu).
Działał w Związku Młodzieży Wiejskiej RP „Wici” (1947–1948), Związku Młodzieży Polskiej (1948–1956), Zrzeszeniu Studentów Polskich (1951–1956) i Ludowych Zespołach Sportowych. Po ukończeniu studiów w 1956 został skierowany do pracy w Wydziale Rolnictwa i Leśnictwa prezydium Wojewódzkiej Rady Narodowej w Poznaniu, gdzie do 1960 był starszym agronomem-instruktorem.
W 1959 wstąpił do Zjednoczonego Stronnictwa Ludowego. W latach 1960–1968 pracował w Wojewódzkim Komitecie ZSL w Poznaniu jako instruktor, później kierownik Wydziału Ekonomiczno-Rolnego. Od 1968 był dyrektorem okręgu Centrali Spółdzielni Ogrodniczych w Poznaniu, a w latach 1970–1972 był wiceprezesem WK ZSL. Później był prezesem Wojewódzkiego Związku Kółek Rolniczych w Poznaniu. Wykonywał mandat posła na Sejm VI kadencji (1972–1976). Zasiadał w Komisji Przemysłu Ciężkiego i Maszynowego. W 1975 uzyskał nominację na urząd wojewody leszczyńskiego (funkcję pełnił do 1978). Później był wiceministrem przemysłu spożywczego i skupu. W okresie III RP został działaczem Polskiego Stronnictwa Ludowego, był m.in. przewodniczącym sądu koleżeńskiego partii w województwie wielkopolskim. Pełnił też funkcję prezesa poznańskiego okręgu Ogólnopolskiego Związku Żołnierzy BCh.
Odznaczony Krzyżem Kawalerskim Orderu Odrodzenia Polski. Został pochowany 17 listopada 2023 na cmentarzu parafii Matki Bożej Pocieszenia w Poznaniu.
Jego syn Przemysław Pacia (także działacz ZSL i PSL) w latach 2007–2014 był wicewojewodą wielkopolskim.